# Esquirol (métro de Toulouse)
Pour les articles homonymes, voir Esquirol (homonymie).
Esquirol est une station de la ligne A du métro de Toulouse. Elle est située sur la place Étienne-Esquirol, dans le quartier Esquirol, en plein centre-ville de Toulouse.
La station est ouverte en 1993, en tant que station de la première section de la  ligne A.

## Situation sur le réseau

Plan du métro de Toulouse

Établie en souterrain, la station Esquirol est établie sur la ligne A du métro de Toulouse. Elle est située entre la station Saint-Cyprien – République, en direction de la station terminus sud-ouest Basso-Cambo, et la station Capitole, en direction de la station terminus nord-est Balma – Gramont.

## Histoire
La station Esquirol est mise en service le 26 juin 1993, lors de l'ouverture à l'exploitation de la première section, longue de 10 kilomètres entre ses terminus Basso-Cambo et Jolimont, de la ligne A du métro de Toulouse. Elle dispose d'une longueur opérationnelle des quais, de 26 m, pour une desserte par des rames composées de deux voitures. Néanmoins le gros œuvre de la station est déjà prévu pour l'accueil de rames de 52 m de long. Son nom provient du quartier Esquirol, dont le nom est issu du psychiatre français Jean-Étienne Esquirol, né à Toulouse en 1772.
Étant très proche de la station Carmes de la ligne B, un couloir de correspondance souterrain entre ces deux stations a été envisagé. Ce projet fut finalement abandonné.
En 2016, elle a enregistré 4 118 704 validations, ce qui la classe à la 6e place, des stations de la ligne A. Elle représente alors 7 % du transit de la ligne.
Esquirol est ponctuellement en chantier, entre 2017 et 2019, dans le cadre de la mise en service de rames de 52 m de long sur ligne A. La structure de la station étant dès l'origine prévue pour cette desserte les travaux se sont limités à du second œuvre, comme la pose des portes palières, à la « mise en conformité du désenfumage », et à la création d'un « dégagement de sécurité ». Les rames, pouvant accueillir 320 passagers débutent leur service le 10 janvier 2020,.

## Services aux voyageurs

### Accès et accueil
La station est accessible depuis la place Esquirol, au niveau du croisement entre la rue de Metz et la rue des Changes, à proximité du Pont-Neuf. Elle compte deux entrées, situées face-à-face le long de la place, avec chacune un escalier et un escalator, mais aussi une entrée par ascenseur à l'angle de la rue des Changes. 
Elle est équipée de guichets automatiques, permettant l'achat de titres de transports. Elle compte un grand quai central à six portes, lui permettant d'accueillir des rames de 26 m à deux voitures.

Installations
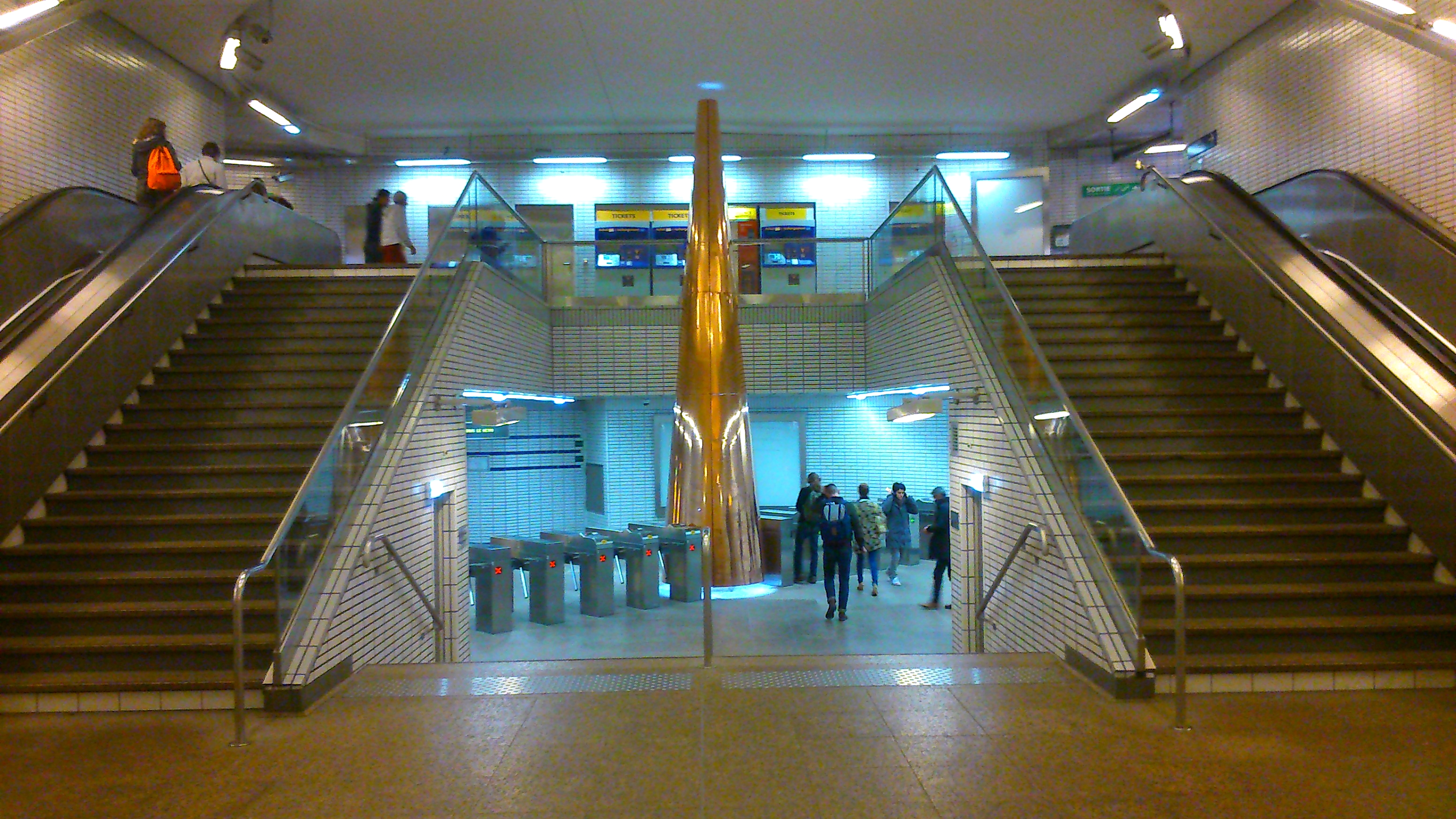
Salle des billets et tourniquets.
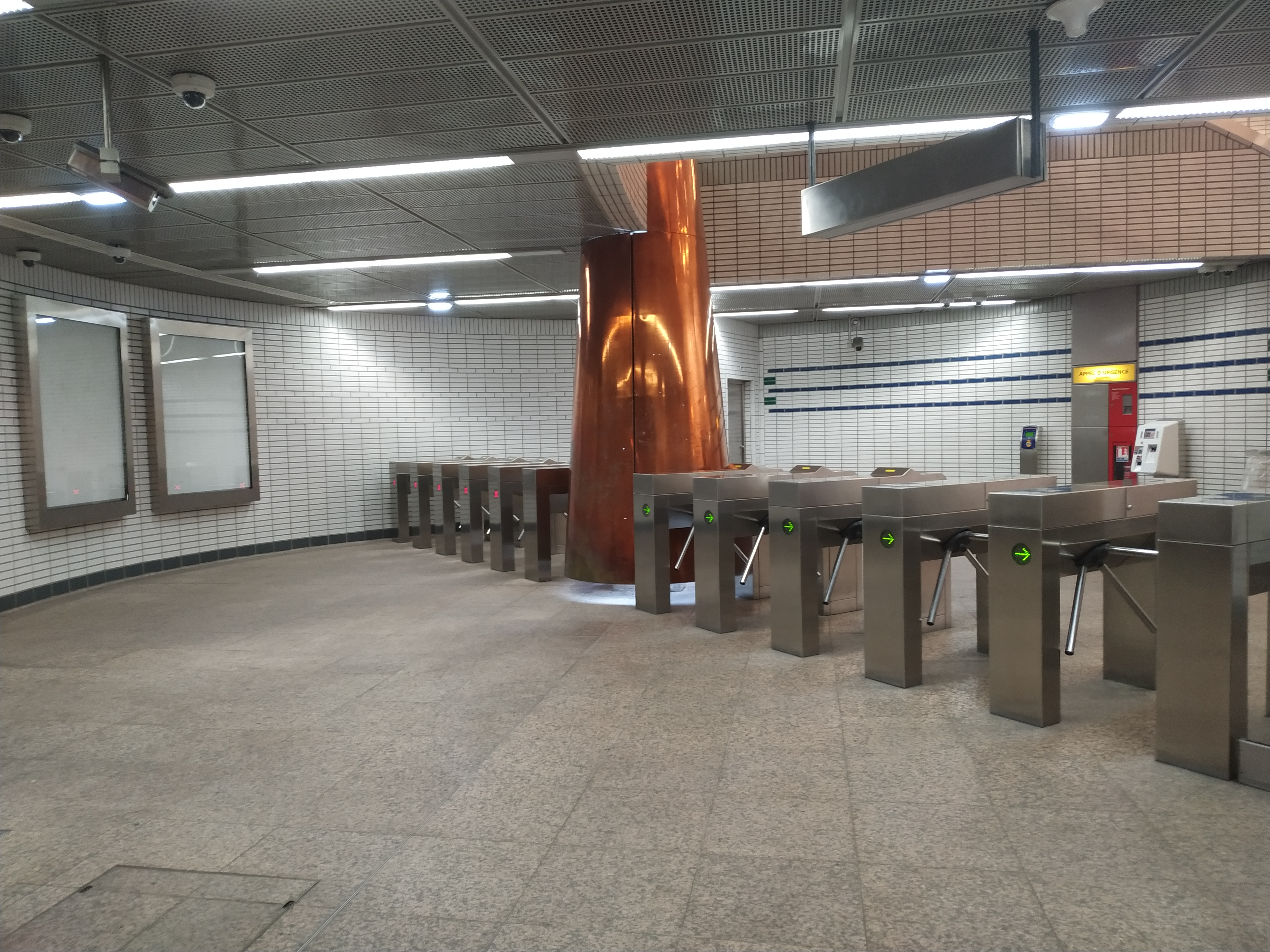
Tourniquets.

### Desserte
Comme sur le reste du métro toulousain, le premier départ des terminus est à 5h15, le dernier départ est à 0h du dimanche au mercredi et à 3h du jeudi au samedi.

Installations
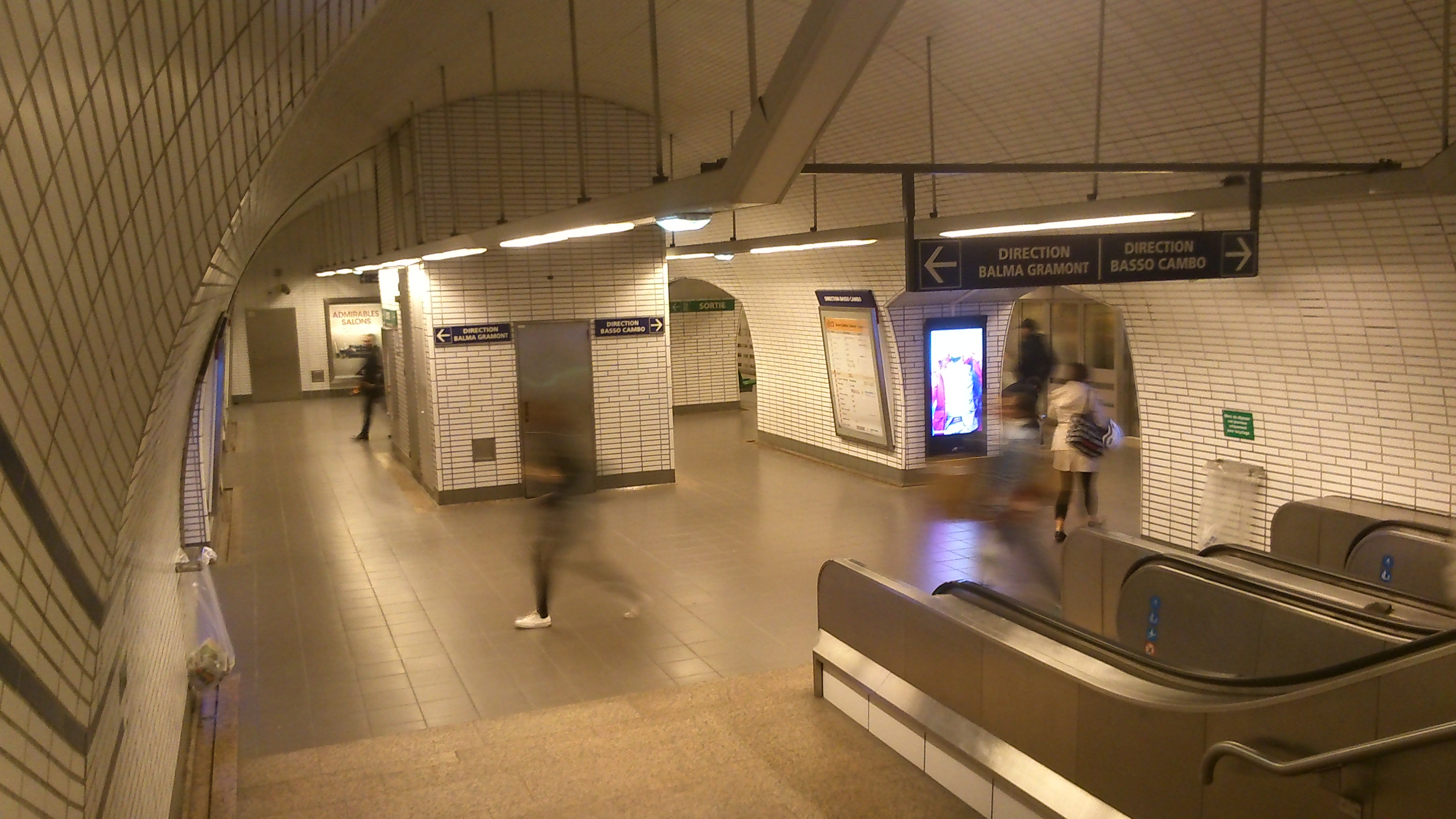
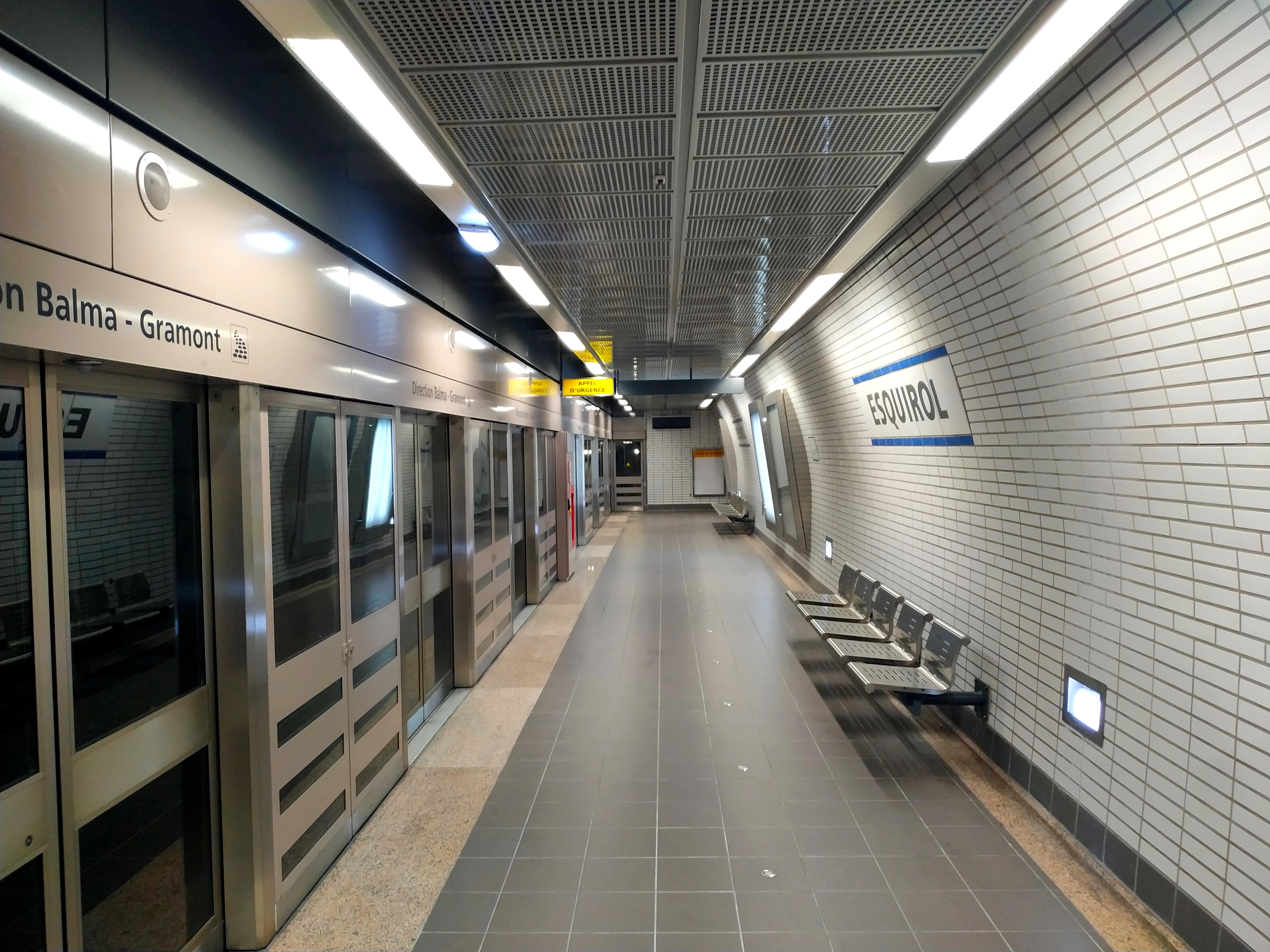

### Intermodalité
La station est située à proximité directe de la station Carmes sur la ligne B, pouvant permettre une correspondance entre les deux lignes du métro toulousain sans passer par Jean-Jaurès.
La station est desservie par la ligne 44  du réseau Tisséo.
Jusqu'en 2022, de nombreuses lignes du réseau Arc-en-Ciel (devenu LiO) desservaient également la station.

## L'art dans la station
La station a été conçue par le cabinet toulousain Séquences Architectes.

L'œuvre d'art intégrée à la station se compose d'un pilier conique en métal ainsi que d'une intervention sur la paroi est composé des lettres ME. Cette œuvre a été réalisée par François Bouillon.

## À proximité
- Chambre de commerce et d'industrie de Toulouse
- École supérieure des beaux-arts de Toulouse
- École de journalisme de Toulouse (EjT)
- Hôtel d'Assézat, abritant la Fondation Bemberg ainsi que l'Union des académies et sociétés savantes
- Musée des Augustins
- Pont-Neuf
- Stations VélôToulouse no 10 (Place-Esquirol) et no 25 (Place-Rouaix)